# 宝生寺 (横浜市)
宝生寺（ほうしょうじ）は、神奈川県横浜市南区にある高野山真言宗の仏教寺院である。青竜山宝金剛院と号する。

多数の古文書や仏画を所蔵しており、「横浜」の地名が出てくる最も古い嘉吉2年（1442年）の文書が残されている。

## 本尊
大日如来坐像。慶長6年（1601年）に覚園寺塔頭から移されたとされる。

## 歴史
承安年間（1171-1175）に覚清が草創したと伝えられる。

室町時代から発展し、江戸時代には近隣五十二ヵ寺の末寺を支配する本山として認められ、灌頂堂、客殿、山門、長屋門、鐘楼、経蔵、弁天堂、宝篋印塔などが建立された。

明治7年（1874年）本山の格を増徳院に移してから次第に衰退して多くの建物を失い、現在に至る。

## 本堂・伽藍
本堂はもと灌頂堂で、延宝8年（1680年）建立。寄棟造の瓦葺だが、元々は茅葺であった。

## 文化財
本堂と、印信集が横浜市指定文化財に指定されている。

## 所在地・交通
神奈川県横浜市南区堀ノ内町1-68
横浜市営地下鉄ブルーライン蒔田駅から14分